# Музей русского искусства (Ереван)
Музей русского искусства (арм. Ռուսական արվեստի թանգարան) — музей в Ереване, Армения, Исаакяна ул., 38.
Музей русского искусства (коллекция профессора Арама Яковлевича Абрамяна) в Ереване представляет работы мастеров русской художественной школы с мировыми именами конца 19-го — начала 20-го вв. Коллекцию музея составляют произведения живописи, графики, сценографии, скульптуры и мелкой пластики, а также декоративно-прикладного искусства эпохи небывалого расцвета русской художественной культуры (в более широком охвате именуемой «Серебряным веком»).

## История
«Музей русского искусства (коллекция проф. А. Я. Абрамяна)» основан в Ереване в соответствии с постановлением Правительства Армянской ССР № 14 от 17 января 1979 года и приказом № 538 от 23 октября 1980 года министра культуры Армении Гургена Аракеляна. Для посетителей музей открыт с 19 ноября 1984 года. Основой для создания Музея послужила коллекция знаменитого врача-уролога, учёного и общественного деятеля, профессора Арама Яковлевича Абрамяна (1898—1990). Коллекция формировалась в Москве с начала 1960-х гг., хотя бытует мнение, что первое приобретение Арама Абрамяна относится ко времени советско-финляндской войны (1939—1940), когда он заведовал урологическим отделением одного из госпиталей Ленинграда. В конце 1970-х гг. коллекционер принял решение подарить свою коллекцию исторической родине — Армении. Первым директором музея (1980—1983) стала Э. А. Будагян, затем, с 1983 по 2009 гг. его возглавляла А. Г. Флджян, а в 2009—2016 гг. — А. А. Тер-Минасян. С февраля 2016 г. музей возглавляет М. Г. Мкртчян.

## Расположение
Музей находится в культурном центре Еревана, в самом сердце «музейного конгломерата» столицы Армении: он непосредственно примыкает к парку скульптур Центра искусств Гафесчян (Каскад-центр), а неподалеку находятся сам центр Гафесчян, Дом-музей Шарля Азнавура, Музей Ереванда Кочара, Дом-музей Джотто-Григоряна, Галерея Саргиса Мурадяна, Ереванская художественная Академия с Галереей Альберта и Тове Бояджян. Все эти важнейшие культурные очаги расположены вдоль центральной городской оси, соединяющей Площадь Республики, Национальную галерею Армении и здание Национального академического театра оперы и балета.
Музейное пространство находится на первом этаже одного из красивейших жилых зданий города, построенного в 1954 году и являющегося памятником армянской советской архитектуры. Автор здания — заслуженный деятель искусств и заслуженный архитектор СССР, академик Самвел Аркадьевич (Аракелович) Сафарян (1902—1969). На месте музея некогда располагался Дом моделей, который впоследствии стал Домом моды Атекс.
Художественное решение интерьера музея, автором которого является известный архитектор, академик Джим Петрович Торосян (1926—2014) — один из лучших примеров армянского «национального модернизма» 1980-х гг. Джим Торосян — автор всего архитектурного комплекса «Каскад» — одного из знаковых архитектурных сооружений Еревана конца советской эпохи. Некоторые архитектурные детали и дизайнерские решения своеобразного армянского «этно-модерна», в частности череда полукружий арок Каскада и интерьера Музея русского искусства, а также его больших оконных витрин, перекликаются и гармонируют в общем эстетическом облике Каскада. Обрезав полукругом низкий, прежде не предусмотренный для музейного пространства, потолок первого этажа экспозиционного пространства, архитектор тем самым решил его второй этаж в виде антресоли, состоящей из чередующихся полукруглых «балкончиков». Таким образом, он обеспечил обилие световоздушного потока и ощущение открытости узкого в плане музейного пространства. Именно такой, модерновый, дизайн музея и стал его своеобразной визитной карточкой.

## Коллекция
Обладая тонким художественным чутьем, Арам Абрамян собрал ценнейшую коллекцию работ русских художников конца 19-го — начала 20-го вв., а также некоторых представителей советского искусства, чье творчество в общих художественно-эстетических чертах созвучно основной коллекции и принципам свободного искусства. На основе коллекции можно проследить развитие русского искусства от импрессионизма и «модерна» до авангардных течений, а также переход творчества художников из дореволюционой эпохи в советскую. Небольшую часть коллекции составляют также работы мастеров постоттепельной эпохи, в частности — «сурового стиля».
В собрании музея представлены такие мастера, как В. Серов, К. Коровин, А. Архипов, М. Нестеров, М. Врубель, В. Борисов-Мусатов, А. Бенуа, Е. Е. Лансере, З. Серебрякова, Н. Рерих, К. Сомов, Н. Сапунов, С. Судейкин, А. Головин, Н. Крымов, А. Фонвизин, П. Кузнецов, М. Сарьян, П. Уткин, Б. Кустодиев, М. Волошин, К. Богаевский, К. Петров-Водкин, Н. Гончарова, И. Машков, А. Шевченко, А. Куприн, П. Кончаловский, А. Лентулов, Р. Фальк, А. Древин, Н. Удальцова, В. и В. Шухаевы, А. Осмеркин, А. Тышлер, А. Волков и другие. Коллекция также отражает историю знаменитых художественных течений и группировок — «Союза русских художников», «Мира искусства», «Голубой розы», «Ослиного хвоста», «Бубнового валета». В ней также представлены мастера групп «13», «ОСТ», «Маковец» и др.
В коллекцию Музея входят также скульптура и произведения декоративно-прикладного искусства, придающие ей особый блеск, полноту и цельность. Скульптура представлена работами И. Гинцбурга, Е. Лансере, М. Антокольского, Ш.Канберворта, М.Пьер-Жюля, Клодиона (Клода Мишеля), А.-Э. Каррье-Беллеза, А. Гюрджяна, Е. Преображенской, В. Терзибашяна, а также декоративной пластикой, отлитой по эскизам В. Серова, К. Сомова, М. Врубеля.
Арам Абрамян, как тонкий эстет и любитель старины, собирал и предметы мебели, столовой утвари из фарфора, стекла и хрусталя — изделия знаменитых заводов России, Германии, Франции.

## Экспозиция
Музея состоит из чередующихся анфиладных залов, по три на первом и втором этажах. Отдельным залом на первом этаже представлена сценография. Экспозиция в общих чертах построена по художественным группировкам и направлениям.
Экспозицию предворяют произведения родоначальников «русского модерна» и импрессионизма, в основном — членов «Союза русских художников» — Валентина Серова, Константина Коровина, Абрама Архипова, Михаила Нестерова.
Центральная часть экспозиции посвящена символистам: во втором и третьем залах представлены художники объединений «Мир искусства» и «Голубая роза».
На втором этаже Музея представлены художники-авангардисты, в основном — участники группировки «Бубновый Валет». Примечательно, что в коллекции Арама Абрамяна художники-авангардисты представлены не столь радикальными, а более «мягкими» работами, созвучными общему лирическому настрою собрания. Экспозиция второго этажа, за редкими исключениями, состоит из пейзажей бубнововалетцев — А. Лентулова, А. Куприна, П. Кончаловского, А. Мильмана, А. Осмеркина, Р. Фалька. Особенно примечателен портрет супруги Р. Фалька Ангелины Щекин-Кротовой, собственноручно подарившей его Араму Абрамяну.
Завершается экспозиция картинами супругов А. Древина и Н. Удальцовой алтайского и армянского циклов.
Вся экспозиция дополняется и как бы «разбавляется» станковой скульптурой, предметами антикварной мебели и декоративно-прикладного искусства, которые создают особый антураж экспозиции и передаяют аромат минувшей эпохи.